# 園部秀雄
園部 秀雄（そのべ ひでお、1870年4月18日（明治3年3月18日） - 1963年（昭和38年）9月29日）は、女性武道家。直心影流薙刀術第15代宗家。大日本武徳会薙刀術範士。
93歳で死去するまでの生涯で敗北した試合は2回のみといわれる。近代薙刀術史上最高の名人として評価が高い。

## 経歴

### 生い立ち
仙台藩馬廻役日下陽三郎の六女として現在の宮城県大崎市（旧岩出山町）に誕生する。幼名は「たりた」。これは跡継ぎの誕生を望んでいた父親が、「もう女は足りた」という嘆きから名づけたという。幼い頃から父親の馬を勝手に乗り回すほど活発な少女であったという。

### 直心影流修行
1886年（明治19年）、直心影流剣術の榊原鍵吉門人であった佐竹鑑柳斎（観柳齋）がたりたの住む町で撃剣興行を行う。撃剣興行に魅せられたたりたは、父親の激しい反対を押し切り一行と行動を共にする。撃剣興行では「美人剣士」として人気が高かったという。
撃剣興行に参加しながら、鑑柳斎やその妻から直心柳影流薙刀術を学ぶ。稽古熱心なたりたは朝夕千本の素振りを日課とし、めきめきと上達した。1888年（明治21年）に直心影流薙刀術印可状を得る。その際に師である鑑柳斎から「秀雄」の名前を名乗ることを許され、以後「たりた」から「日下秀雄」と改名する。
1891年（明治24年）、同じ撃剣会にいた剣術家の吉岡五三郎と結婚。後に娘をもうけるが吉岡と死別する。夫の死後、幼子を抱えながら巡業を続けていくことが困難なため、娘は養女に出された。
1896年（明治29年）には直心影流薙刀術宗家を継承。同年、直猶心流剣術・鎖鎌術第2代宗家の園部正利と再婚し「園部秀雄」となる。
1897年（明治30年）、本所回向院境内での撃剣興行に参加。秀雄が参加した撃剣興行はこれが最後であると思われる。以降、大日本武徳会で活動する。

### 大日本武徳会
1899年（明治32年）、第4回武徳祭大演武会に唯一女性武道家として出場。剣術家の渡辺昇と異種試合を行い圧倒した（後述）。
その後夫の運営する道場「光武館」で薙刀術を教える傍ら、姫路師範学校や大阪女子師範学校で薙刀教師を務める。
1918年（大正7年）、剣道家の高野佐三郎が東京神田今川小路に修道学院を開き、その落成記念大会に招かれる。東京に進出する契機となり、女子学習院で指導を行う。
1926年（大正15年）、大日本武徳会から薙刀術範士の称号を授与される。
1930年（昭和5年）、宮中済寧館台覧試合で山内禎子と共に直心影流薙刀術の形を演武する。
1936年（昭和11年）、薙刀術の道場「修徳館」を開く。
1963年（昭和36年）9月19日死去、享年93。

## 戦績
撃剣興行や大日本武徳会の大会において名だたる剣術家･槍術家と数百回に及ぶ異種試合を行い、総なめにしたという。
- 1899年（明治32年）5月、第4回武徳祭大演武会（京都武徳殿）

大日本武徳会総裁小松宮彰仁親王の目に秀雄が留まり、親王の指名で秀雄と渡辺昇が戦った。渡辺は幕末期に練兵館の塾頭を務め、京都では何度も人を斬り新選組をも恐れさせたといわれる剣豪であったが、秀雄の薙刀さばきに圧倒され、試合を途中で放棄した。当時秀雄29歳、渡辺は61歳。
- 1901年（明治34年）5月、第6回武徳祭大演武会（京都武徳殿）

渡辺昇の秘蔵弟子堀田捨次郎が師の仇を討つべく秀雄と戦い、飛び込み面を2本奪い勝利したとされる。予想外の秀雄の敗北に、拍手が禁じられている武徳殿に喝采が鳴り止まなかったという。当時秀雄31歳、堀田は19歳。（ただし、園部は1955年に受けた読売新聞の取材に対し、「あたくしが堀田さんに負けたというのは間違いです」とも語っている）
- 1907年（明治40年）頃、兵庫県

斎村五郎の述懐によると、斎村が武術教員養成所在学中（明治40年頃）、秀雄と戦い引き分けた。道場が狭く薙刀には不利であり、斎村は前夜の酒で酔っ払っており、ひょろひょろ間に入るので、やりにくかったようである。
- 契り木という特殊な武器を相手にした時、頭上でこの武器を受け止めたものの先端についた分銅で背中を打たれて敗北した。

## 逸話
秀雄は弟子に「武道の生活化」を説いていた。これは薙刀の稽古にばかりに集中し、女性のたしなみとしての家事を疎かにしてはならないという意味で、秀雄自身どれほど忙しくても毎日の掃除は欠かさず、雑巾はいつもおろしたての様に美しい物を使っていたという。
日本女子体育専門学校（現・日本女子体育大学）で武術の教師を務めていたことがある。